# Julius Lips

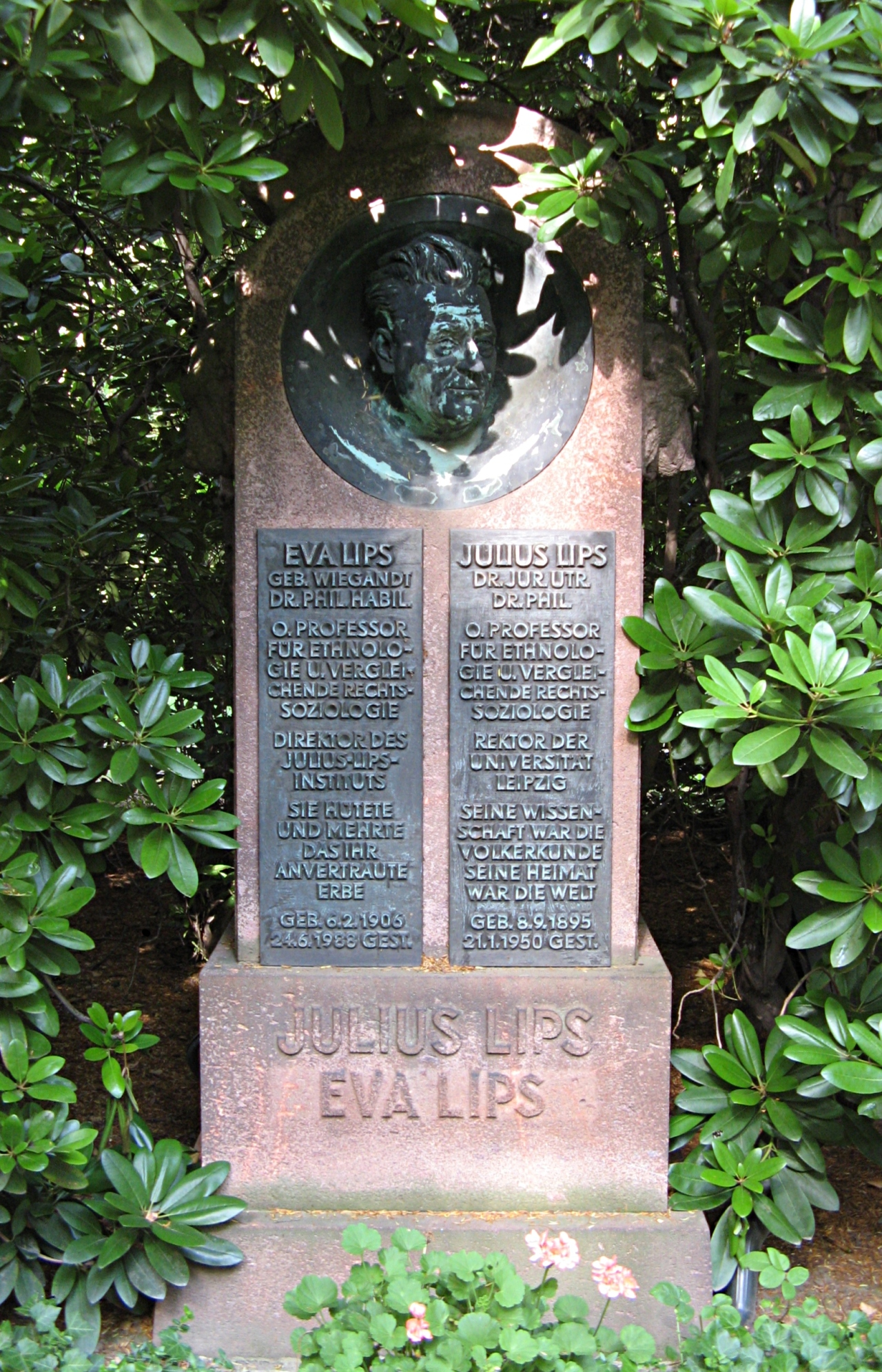
Grabstein von Julius Lips und seiner Frau Eva auf dem Leipziger Südfriedhof, im Juni 2007

Julius Ernst Lips (* 8. September 1895 in Saarbrücken; † 21. Januar 1950 in Leipzig; Pseudonym: Palan Kárani) war ein deutscher Ethnologe und Soziologe. Er war von 1928 bis 1933 Leiter des Rautenstrauch-Joest-Museums für Völkerkunde in Köln. Er wurde vom NS-Regime entrechtet, emigrierte nach Frankreich und von dort aus in die USA. Dort lehrte er als Professor für Anthropologie bzw. Ethnologie an der Columbia University, der Howard University und der New School for Social Research. Nach seiner Rückkehr nach Deutschland war er 1948 bis 1950 Professor für Völkerkunde und Vergleichende Rechtssoziologie an der Universität Leipzig sowie 1949/50 deren Rektor.

## Werdegang
Schon als Schüler trat der Sohn eines Eisenbahnsekretärs 1913 der SPD bei. Nach dem Abitur an der Königlichen Oberrealschule in Saarbrücken zog Lips zum Studium nach Leipzig. Im Ersten Weltkrieg diente von 1914 bis zu einer Verwundung 1916 als Soldat an der Ostfront. Anschließend setzte er sein Studium der Rechts-, Human-, Wirtschaftswissenschaften und Psychologie an der Universität Leipzig fort, prägende akademische Lehrer waren Karl Weule (Völkerkunde) und Wilhelm Wundt (Psychologie). Lips promovierte 1919 mit einer Arbeit zum Drei-Reize-Problem in der Psychophysik („Die gleichzeitige Vergleichung zweier Strecken mit einer dritten nach dem Augenmaß“) zum Dr. phil. Anschließend arbeitete er bis 1921 als Assistent am Juristischen Seminar der Universität Leipzig. Zugleich war er Vorsitzender des Sozialistischen Studentenbundes in Leipzig. 1921 gründete Lips das Deutsche Korrespondenzbüro für ausländische Universitäts- und Studentenangelegenheiten, er engagierte sich stark für die internationale Studentenbewegung. 
1925 schloss er seine zweite – diesmal juristische – Promotion über Die Stellung des Thomas Hobbes zu den politischen Parteien der großen englischen Revolution ab. Im selben Jahr heiratete er Eva Lips, geborene Wiegandt (1906–1988), die später ebenfalls Professorin für Ethnologie und Rechtssoziologie wurde. Ab 1925 unternahm er Reisen innerhalb Europas und nach Amerika. Er war anschließend Assistent am Museum für Ethnologie in Köln. An der Universität Köln habilitierte er sich 1926 bei Fritz Graebner über Fallensysteme der Naturvölker und wurde Privatdozent für Völkerkunde und Soziologie. 1928 übernahm er als Kustos und Nachfolger Graebners die Leitung des Rautenstrauch-Joest-Museums für Völkerkunde, ab 1930 war er dessen Direktor. 1931 wurde er zum nichtplanmäßigen außerordentlichen Professor an der Universität Köln ernannt.

## Gegner der Nationalsozialisten
Julius Lips weigerte sich, die Ethnologie in den Dienst der nationalsozialistischen Rassenlehre zu stellen. Am 28. März 1933 beantragte er die Beurlaubung aus politischen Gründen und legte sein Amt nieder. Am 13. Oktober 1933 entließ der Oberbürgermeister Kölns, Günter Riesen, Lips als Museumsdirektor gemäß § 4 des Gesetzes zur Wiederherstellung des Berufsbeamtentums mit Verlust der Bezüge und Pensionsansprüche. Am 27. Dezember 1933 entzog der Preußische Innenminister ihm die Lehrerlaubnis; anschließend wurde ihm die deutsche Staatsangehörigkeit aberkannt und sein Vermögen beschlagnahmt.
Lips nahm 1933 eine Gastprofessur an der Sorbonne und am Musée de l’Homme (Paris) wahr. 1938 erkannte die Universität Leipzig ihm den Doktorgrad ab.

## Emigration
1934 emigrierte Lips von Paris in die USA, wo er zunächst durch Vermittlung von Franz Boas eine bis 1937 befristete Lehrstelle an der Columbia University erhielt. Von 1937 bis 1939 war er Leiter des Instituts für Anthropologie an der Howard University in Washington, D.C. Er gründete an dieser bedeutendsten „schwarzen“ Universität der USA den Lehrstuhl für Völkerkunde.
Bis 1938 unternahm er jährliche Reisen nach Europa, vor allem nach Paris. Ab 1940 war er Mitglied der Fakultät der New School for Social Research in New York.

## Widerstand
Lips nahm an Einheitsfrontversuchen ähnlich dem Lutetia-Kreis in Frankreich teil. 1937 betätigte er sich im Bund Freiheitlicher Sozialisten. 1944 war er Mitglied des Council for a Democratic Germany. 1947 forschte er mit seiner Frau Eva Lips bei den Naskapi in Labrador und bei den Ojibwa.

## Rückkehr
1948 kehrte er über Kopenhagen nach Deutschland zurück. Trotz des Angebotes, seine Lehrtätigkeit in Köln wieder aufnehmen zu können, entschied er sich 1949 für den Ruf nach Leipzig, weil er eine Zusammenarbeit mit den nationalsozialistisch belasteten Wissenschaftlern in Köln ablehnte. Er wurde Professor für Völkerkunde und vergleichende Rechtssoziologie an der Universität Leipzig, 1949 deren Rektor. Er spezialisierte sich auf Urrecht und wirtschaftliche Humanwissenschaften, mit Forschungsschwerpunkt auf verschiedene Indianerstämme. Seit 1949 war er ordentliches Mitglied der Sächsischen Akademie der Wissenschaften.
Nach seinem Tod im Jahre 1950 übernahm seine Frau, Eva Lips, die Herausgabe seiner Werke. Das Leipziger Institut erhielt nach seinem Tode den Namen Julius-Lips-Institut für Völkerkunde und Vergleichende Rechtssoziologie.

## Werke (Auswahl)
- Einleitung in die vergleichende Völkerkunde. Lorentz, Leipzig 1930 (Digitalisat).
- The Savage Hits Back, or the White Man Through Native Eyes. Dickson, London 1937 (Digitalisat).
  - deutsche Fassung, mit Eva Lips: Der Weiße im Spiegel der Farbigen. Seemann, Leipzig 1983; Hanser, München 1984.
- Tents in the Wilderness. Lippincott, Philadelphia/New Yorck 1942.
  - deutsch: Zelte in der Wildnis. Indianerleben in Labrador. Danubia-Verlag, Wien 1946; häufige Neuauflagen bis 1985, auch mit Nachwort von Eva Lips und Illustrationen.
- The Origin of Things. Wyn, New Yorck 1947.
  - deutsch: Vom Ursprung der Dinge. Eine Kulturgeschichte des Menschen. Verlag Volk und Buch, Leipzig 1951.
- Die Erntevölker, eine wichtige Phase in der Entwicklung der menschlichen Geschichte. Rektoratsrede am 31. Oktober 1949 in der Kongresshalle zu Leipzig. Akademie-Verlag, Berlin 1953.